# Форостюк Олег Дмитрович
Форостю́к Оле́г Дми́трович (*2 грудня 1969, м. Луганськ) — історик, краєзнавець, громадський діяч, мандрівник, педагог, відмінник освіти України. 
За батьківською лінією — внучатий племінник героя СРСР Івана Слободянюка; за материнською — походить із козацького роду Никогда.

## Біографія
Народився в Луганську. З батьками жив у Москві[джерело?] .
У 1988–1989 роках брав участь у миротворчій операції під час карабаського конфлікту[джерело?].
З 1989 року почав розбудовувати на Луганщині незалежний молодіжний рух[джерело?]. Один із засновників і лідерів Луганського студентського братства, яке під час «студентської революції» 1990 року об'єдналося із Союзом Українського Студентства. Учасник студентських страйків 1990–1992 років у Києві і Луганську [джерело?].
До 2007 року обіймав посаду проректора з міжнародних зв'язків Луганського державного університету внутрішніх справ.
З 2011 року працює в Луганському національному університеті імені Тараса Шевченка.

## Наукова і громадська діяльність
1993 року поступив на роботу до Луганської академії внутрішніх справ. Відтоді відійшов від політичної діяльності. Натомість активно зайнявся науковою і громадською роботою.
Присвятив вивченню питання взаємовідносин держави і церкви. До кола його наукових інтересів увійшли також проблеми подолання негативних наслідків радянської політики щодо релігії, оптимізація державно-церковних відносин на сучасному етапі та гармонізація міжконфесійних відносин в Україні.
1993 року закінчив філію Техаського християнського інституту з відзнакою, за що отримав лист подяки від голови комісії Конгресу США з науки .
1999 року видав книгу «Православна Луганщина у роки гонінь і трагічних випробувань (1917–1988 рр.)». За словами луганської газети «Православный вестник», видання цієї книги стало «знаменною подією за повнотою висвітлення теми. Власне, це енциклопедія релігійного життя краю». Митрополит Іоанникій у своїй рецензії зазначив, що книга О.Форостюка «свідчить про можливість відносин взаємної творчості, про наявність загального простору піклування і відповідальності у Церкви і культурної громадськості. Книга може бути названа скорботною книгою пам'яті».
У цей період О. Форостюк виступав у програмах місцевих телеканалів, присвячених історії православ'я, питанням духовного виховання молоді [джерело?].
2002 року О.Форостюк у Київському національному університеті імені Тараса Шевченка захистив дисертацію на здобуття наукового ступеня кандидата юридичних наук.
2004 року був нагороджений митрополитом Володимиром (Сабоданом) орденом Нестора Літописця II ступеня. За підсумками конкурсу молодих вчених монографія «Правове регулювання державно-церковних відносин в Донбасі у 1917–1941 роках» та інші публікації О.Форостюка були відзначені Національною академією наук Україні.
У наступних виданнях («Релігія і право: коментар законодавства України» та підручники з релігієзнавства і права) висвітлює питання, присвячені практичній реалізації права на свободу совісті, майновому і фінансовому положенню релігійних громад.
Водночас включився у вивчення і розв'язання іншої проблеми, пов'язаної з правами етнічних і мовних меншин, а також депортованих і малочисельних народів. Особливу увагу приділяє правовому статусу кримських татар.

## Організація експедицій
У 1995–2000 роках О. Форостюк організував кілька краєзнавчих експедицій, що охопили всі райони Луганської області. Унаслідок цього був зібраний матеріал з історії релігійних громад краю, спогади учасників релігійного підпілля (єпископа Істинно-православної церкви Павла Кратирова, греко-католицького священика Г.Цимбала, баптистів, свідків Єгови та ін.), сфотографована велика кількість сакральних споруд, знайдені старі фотодокументи храмів, знищених у радянську добу. За результатами роботи О.Форостюк організував виставку «Храми Луганщини». За повідомленням місцевої преси, «такої унікальної за змістом колекції фотознімків храмів Луганщини у музеях обласного центру не було і немає». «За всім цим — велетенська праця, чисельні поїздки по області і за її межи, напружена робота в архівах, бесіди зі старожилами, священнослужителями, краєзнавцями». Частково на основі зібраного матеріалу в Луганському обласному краєзнавчому музеї відкрилася експозиція «Релігійне життя краю».
У 2005–2009 роках організував кілька експедицій до Криму, залучивши до неї студентів-правників.
Співпрацював із Товариством українців, депортованих із Польщі «Ватра». У 2009 році у ході чергової експедиції зібрав спогади лемків, переселених у 40-50-х роках ХХ ст. на Луганщину. У складі луганської делегації брав участь у фестивалях лемківської культури на Лемківщині (Польща) і в Україні.
Одружений з народною майстринею Луганщини Інною Форостюк.
Подружжя веде активну просвітницьку діяльність, пропагує витвори народного мистецтва, проводить виставки. У 2004–2009 роках організували культурологічні експедиції з метою збору матеріалів про народні великодні та різдвяні традиції у Польщі, Угорщині, Словенії, Чехії, Лужиці (Німеччина). Має двох дітей.